# Натанс, Даниел
Даниел Натанс (англ. Daniel Nathans; 30 октября 1928, Уилмингтон, Делавэр, США — 16 ноября 1999) — американский микробиолог, лауреат Нобелевской премии в области медицины и физиологии 1978 года. Президент Университета Джонса Хопкинса (1995—1996). Наиболее известен за открытие рестриктаз — ферментов, способных разрывать цепь ДНК, позволяя исследовать генетическую информацию более детально.
Член Национальной академии наук США (1979).

## Биография
Даниел Натанс родился 30 октября 1928 года в Уилмингтоне (штат Делавэр) в семье еврейских иммигрантов из Российской империи. Из девяти детей он был самым младшим ребёнком. Во время Великой депрессии его отец потерял свой бизнес, из-за чего семья испытывала большие трудности с деньгами. Натанс обучался в общеобразовательной школе, совмещая учёбу с работой. После её окончания он поступил в Университет Делавэра, где изучал философию, литературу и естественные науки. При этом наибольший интерес Натанс проявил к медицине. За успехи в учёбе Даниелу удалось получить грант на обучение в медицинской школе университета Вашингтона. Там он проводил исследования вместе с биохимиком Оливером Ловри. В это же время Даниел Натс решил, что научные разработки в области медицины ему нравятся больше, чем лечебное дело. В результате, в 1954 году он получил докторскую степень и начал работать в медицинском центре Нью-Йорка.
Даниел Натанс работал профессором в Университете Джонса Хопкинса в 1960-х годах, а в 1972 году возглавил кафедру микробиологии. Также 2 года (1995—1996) он был президентом этого университета.
В течение своей научной деятельности Даниел Натанс занимался преимущественно белками и ДНК, а также изучал клетки вирусов. Среди наиболее важных достижений стоит отметить открытие рестриктаз при совместной работе с другим американским микробиологом Хамилтоном Смитом и швейцарским микробиологом и генетиком Вернером Арбером.

## Научные исследования

### Исследования в области синтеза белков
С 1959 года Даниел работал в институте Рокфеллера, занимался поиском новых методов синтеза белков. Он опубликовал ряд работ, в которых предложил возможности синтеза белков из амино-ацилированных РНК. Наиболее важным открытием в этой области стала работа, выпущенная в 1965 году. В ней Даниел Натанс показал, что с помощью использования РНК возможно осуществить синтез белка вируса вне клетки. В ходе этой работы также была впервые выделена и очищена мРНК, и использована для получения конкретного белка.

### Исследования в области генетики
В ходе одного из экспериментов Даниел Натанс показал, что 5-фторацетилзамещённые бактериофаги MS2 RNA, вырабатываемые вирусной РНК, способны кодировать определённые вирусные белки. Также Натанс открыл, что бактерия Hemophilus influenzae способна расщеплять цепи ДНК чужих клеток до определённых фрагментов. Эти открытия натолкнули Натанса на мысль о том, что расщепляющие ферменты можно использовать для того, чтобы исследовать геном вируса SV-40. В хоте изучения возможностей расщепления Даниел Натанс вместе со своими студентами установил, что расщепляющие ферменты разрезают цепи ДНК на участки, состоящие из короткой и определённой последовательности нуклеотидов. Так, ДНК вышеупомянутого вируса SV-40 расщепляется на 11 определённых фрагментов. В результате этой работы удалось установить много важных свойств данного вируса, а в дальнейшем учёные из различных лабораторий неоднократно использовали метод исследования генома с помощью рестриктаз. За открытия в этой области в 1986 году Даниелу Натансу вместе с его коллегами Хамилтоном Смитом и Вернером Арбером вручили Нобелевскую премию по медицине и физиологии. Помимо исследования вирусов Натанс также занимался изучением онкологических заболеваний и мутаций в клетках. При этом он активно использовал метод расщепления ДНК, изобретённый ранее. Так, в одной из своих работ он показал, что рост клеток млекопитающих зависит от активации некоторых генов в определённой последовательности.

## Почести и награды
Во время жизни Даниелу Натансу за его вклад в науку и образование присуждали множество премий и наград. Среди наиболее значимых из них:
1. Премия Селмана Ваксмана по микробиологии (1967)
2. Премия NAS по молекулярной биологии (1976) за применение биохимических методов для анализа генома онкогенного вируса.
3. Нобелевская премию по медицине и физиологии (1978) за открытие и практическое применение рестриктаз
4. Национальная медаль США в области биологических наук (1993).

Кроме того, президент США назначил Даниела Натанса членом президентского совета по науке и технологиям, а Папа Римский приглашал его в Ватикан для консультаций на научные темы.

## Личная жизнь

### Семья
Во время работы в Национальном Институте Здоровья Бетесды (1956) Даниел женился на юристке Джоанне Гомберг. Всего у учёного было трое детей: Эли, Джереми и Бен, ставший историком-русистом, а также 7 внуков.

### Личные качества и увлечения
Даниел обладал лидерскими качествами, а также страстью к науке, что позволило ему стать успешным учёным. Его ученики отмечали выдающиеся преподавательские навыки, а также компетентность в качестве научного руководителя.
Он любил проводить время со своей женой и детьми, обсуждая историю, художественную литературу и искусство.

## Память
Бо́льшую часть своей жизни Даниел Натанс проработал в Университете Джонса Хопкинса. В память об учёном, после его смерти (1999) руководство университета основало Институт Генетической Медицины МакКусика-Натанса.